# Linköping HC
Der Linköping Hockey Club (kurz LHC, in Schweden oft nur Cluben) ist ein schwedischer Eishockeyverein aus der Stadt Linköping. Die Männer-Profimannschaft spielt in der höchsten schwedischen Spielklasse, der Svenska Hockeyligan, und trägt ihre Spiele seit der Saison 2004/05 in der Saab Arena aus. Die Frauenmannschaft des LHC gehört ebenfalls seit vielen Jahren der höchsten schwedischen Spielklasse, der SDHL, an und spielt in der Stångebro Ishall (4.700 Zuschauer maximal).

## Geschichte
Der Verein wurde am 4. August 1976 gegründet und ging aus der Eishockeysektion des Vereins BK Kentys hervor.

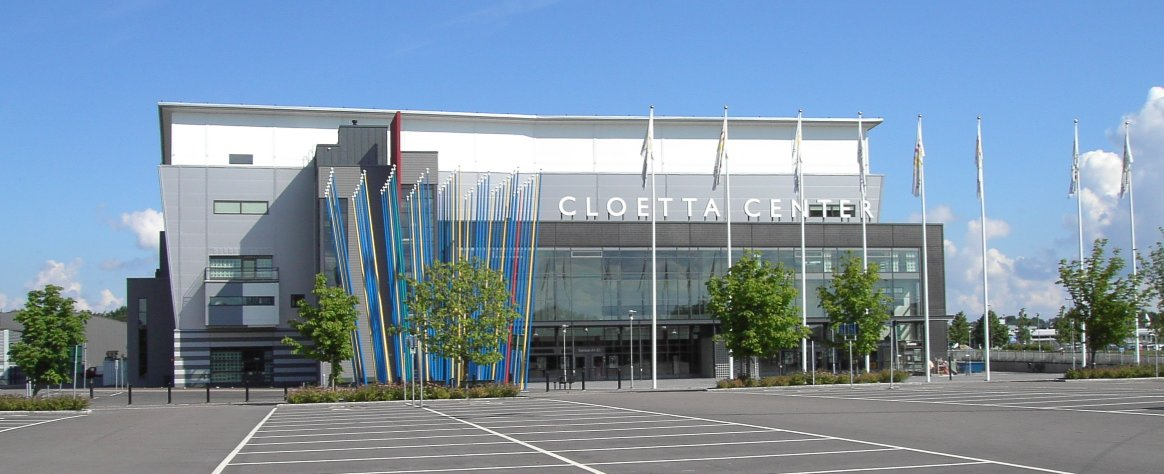
Das Heimstadion von Linköping HC, die Saab Arena

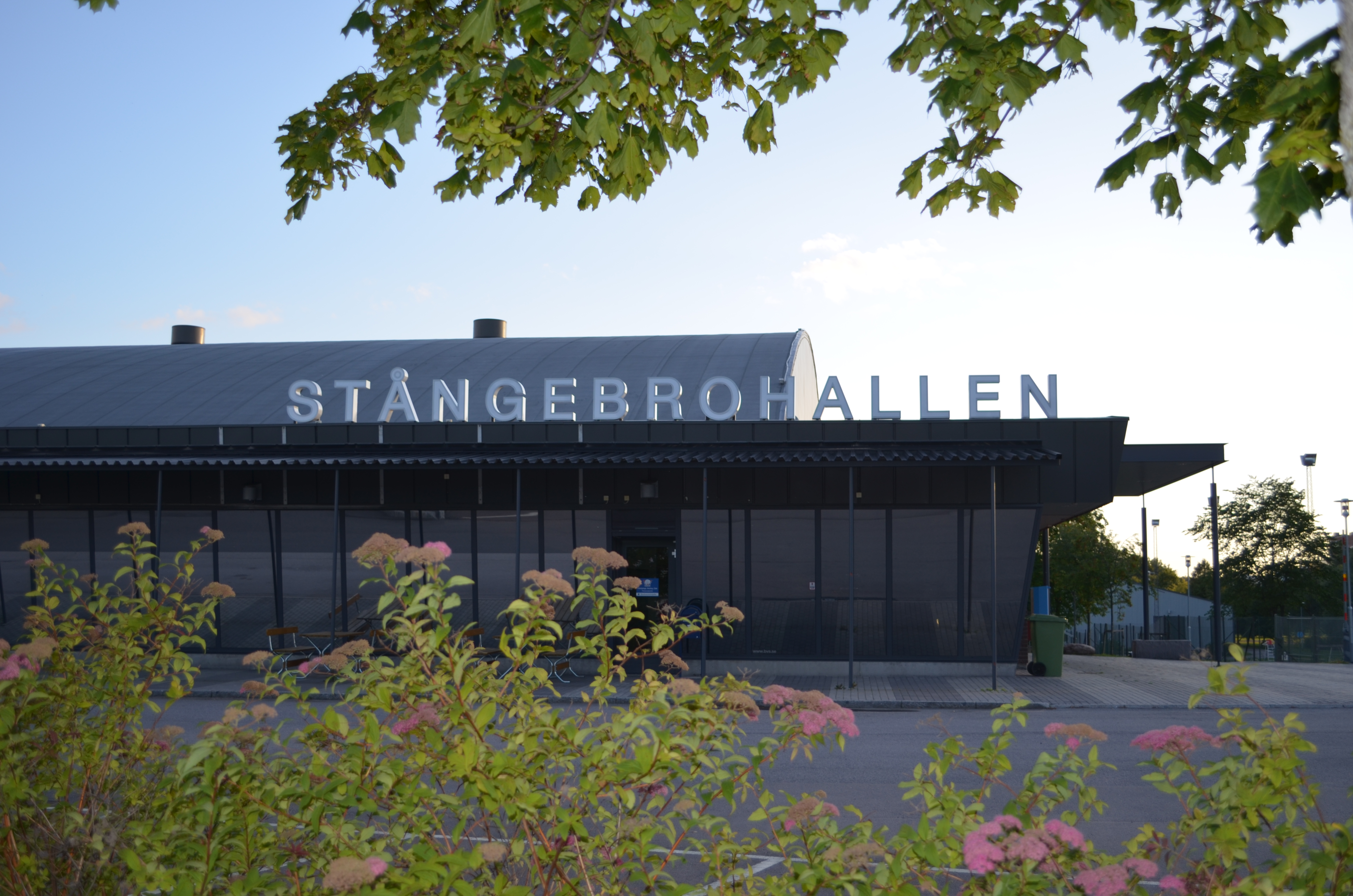
Stångebrohallen, Spielstätte zwischen 1976 und 2004

Die Saison 2005/06 war bisher eine der erfolgreichsten, da der LHC die Hauptrunde als Dritter abschließen konnte. Im Viertelfinale der Play-off-Runde wurde der Verein Luleå HF bezwungen. Der Gegner im Halbfinale war Frölunda HC und zuerst sah es so aus, als ob man auch diese Hürde meistern würde. In der Serie best of seven ging Linköping HC mit 3:1-Siegen in Führung. Danach konnte Frölunda HC drei Spiele in Folge gewinnen und so war für Linköping der Traum vom Finale geplatzt.
2007 klappte es dann besser. Nachdem die Mannschaft in den letzten Spielen der Hauptrunde vom 11. auf den 4. Platz geklettert war, wurde im Viertelfinale wiederum Luleå HF besiegt. Im Halbfinale traf der LHC auf den amtierenden Meister Färjestad BK, der auch das erste Spiel für sich entschied, doch danach gewann Linköping vier Spiele in Folge, womit sich die Mannschaft für das Finale gegen MODO Hockey qualifizierte. Das Finale wurde im Modus Best-of-Seven ausgetragen und von MODO mit 4:2-Siegen gewonnen.

## Fraueneishockey
Die Frauenmannschaft des Linköping HC nimmt seit 2006/07 an der höchsten Spielklasse des Landes, der heutigen SDHL, teil und gewann 2014 die erste schwedische Meisterschaft der Vereinsgeschichte. Ein Jahr später konnte dieser Erfolg wiederholt werden, hinzukommen zwei Vizemeistertitel 2018 und 2019.

## Gesperrte Trikotnummern

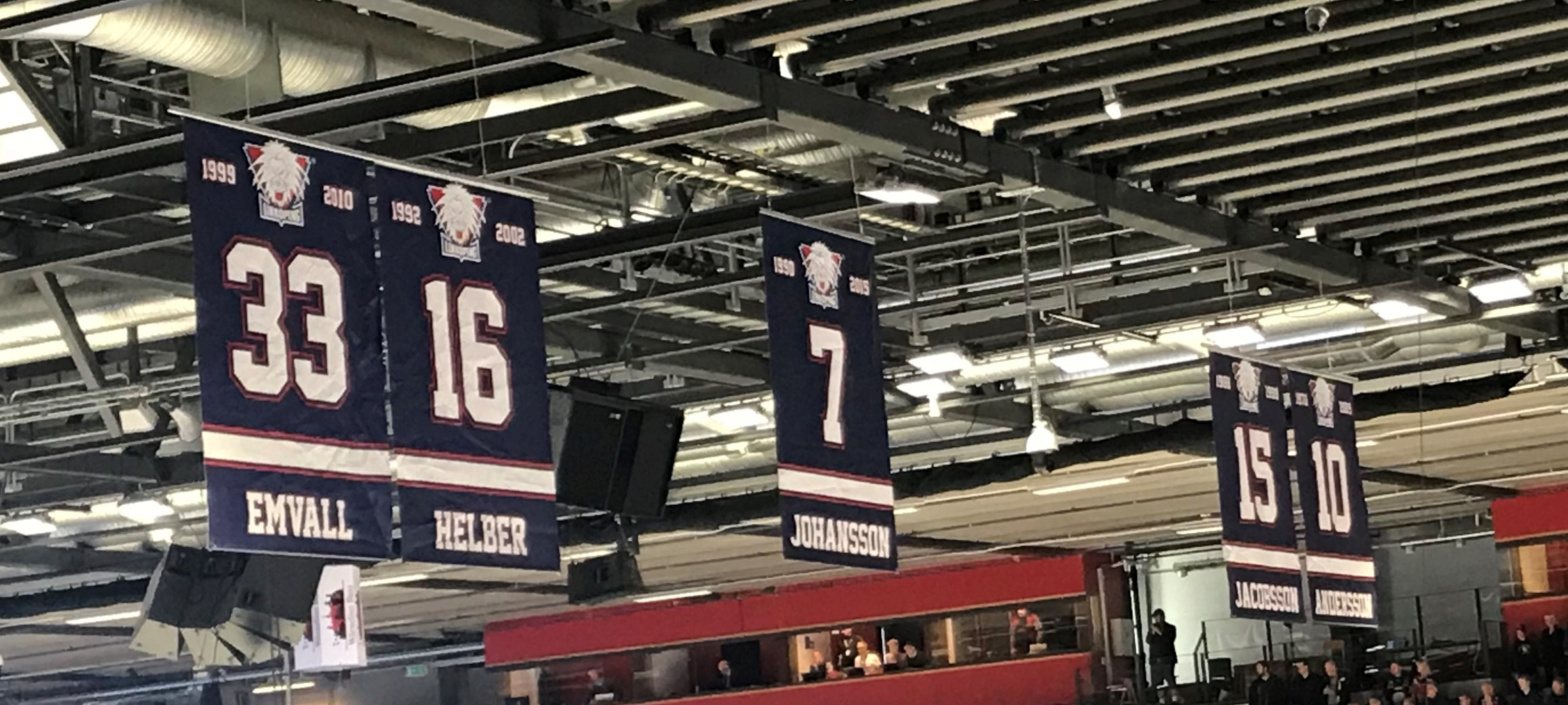
Die Trikots der gesperrten Nummern in der Saab Arena

| Nr. | Spieler          | Nat.               | Position | Beim LHC                        |
| --- | ---------------- | ------------------ | -------- | ------------------------------- |
| 7   | Magnus Johansson | Schweden           | D        | 1990–1997, 2004–2007, 2009–2015 |
| 10  | Mats Andersson   | Schweden           | C        | 1976–1989                       |
| 15  | Stefan Jakobsson | Schweden           | F        | 1988–1999                       |
| 16  | Mike Helber      | Vereinigte Staaten | RW       | 1992–2002                       |
| 33  | Fredrik Emvall   | Schweden           | LW       | 1999–2010                       |